# Русенберг, Тийна
Тийна Мария Пурсиайнен-Русенберг (швед. Tiina Maria Pursiainen Rosenberg; род. 7 июля 1958, Хельсинки) — первый ректор Университета искусств в Хельсинки; доктор философии (1993), профессор гендерных исследований Лундского университета.

## Биография
Родилась 7 июля 1958 года в Хельсинки.
Окончила факультет театра кино и литературы Стокгольмского университета. Изучала немецкий язык в Цюрихе и германистику в университете Карла Маркса в Лейпциге (в тот период Германская Демократическая Республика).
В 1993 году защитила диссертацию на тему «En regissörs estetik: Ludvig Josephson och den tidigare teaterregin» в Стокгольмском университете, получив степень Ph.D.. Работала в должности профессора гендерных исследований и доцента театральных исследований Стокгольмского университета.
В декабре 2005 года заняла профессорскую должность в Лундском университете в Центре гендерных исследований факультета социологии и тогда же стала широко известна общественности в качестве соучредителя шведской феминистической партии Женская инициатива.
24 октября 2012 года избрана первым ректором объединённого Университета искусств в Хельсинки.
Имеет двоих детей от предыдущего брака, а также в брачном союзе с партнёром женского пола.